# NGC 2551
NGC 2551 è una galassia lenticolare situata nella costellazione della Giraffa, a una distanza di circa 114 milioni di anni luce dalla nostra Via Lattea.

## Scoperta
La galassia è stata scoperta il 9 agosto 1882 dall'astronomo tedesco Wilhelm Tempel.

## Descrizione
NGC 2551 ha una classe di luminosità I e presenta una larga riga a 21 cm dell'idrogeno neutro.

## Supernova
Il 31 agosto 2003, all'interno di NGC 2551 è stata scoperta la supernova SN 2003hr dall'astronomo amatoriale britannico Tom Boles. La supernova è stata classificata di tipo II.

## Gruppo di NGC 2633
NGC 2551 fa parte del Gruppo di NGC 2633 che comprende almeno 5 galassie. Oltre a NGC 2551 e NGC 2633, le altre galassie del gruppo sono IC 2389, NGC 2634 e NGC 2634A (= PGC 24760).